# Dichroplus silveiraguidoi
Dichroplus silveiraguidoi är en insektsart som beskrevs av Liebermann 1956. Dichroplus silveiraguidoi ingår i släktet Dichroplus och familjen gräshoppor. Inga underarter finns listade i Catalogue of Life.